# Karina Kork
Karina Kork is een Estisch voetbalspeelster. Zij speelt voor Helsingin Jalkapalloklubi in de Finse vrouwenvoetbalcompetitie.

## Statistieken
| Seizoen | Club                      | Land    | Competitie | Wedstrijden | Doelpunten |
| ------- | ------------------------- | ------- | ---------- | ----------- | ---------- |
| 2020    | Helsingin Jalkapalloklubi | Estland | NAL        | 0           | 0          |
| Totaal  | Totaal                    | Totaal  | Totaal     | --          | --         |

Laatste update: oktober 2020

## Interlands
In 2019 speelt Kork voor het eerst voor het Estisch voetbalelftal (vrouwen).